# Harnhill
Harnhill – wieś w Anglii, w hrabstwie Gloucestershire, w dystrykcie Cotswold, w civil parish Driffield. Leży 5 km od miasta Cirencester. W 1931 roku civil parish liczyła 74 mieszkańców. Harnhill jest wspomniana w Domesday Book (1086) jako Harehille.